# Madjarovo
Magearovo (în bulgară Маджарово) este un oraș în Obștina Magearovo, Regiunea Haskovo, Bulgaria, localizat pe valea râului Arda. Aici se află singura rezervație de vulturi din Bulgaria, care cuprinde 3 specii ocrotite. 
Numele localității derivă de la numele revoluționarului bulgar Dimităr Magearov (1882-1949).

## Demografie
Componența etnică a orașului Madjarovo
     Bulgari (69,69%)
     Turci (9,26%)
     Nicio identificare (21,03%)
     Altele (0%)
La recensământul din 2011, populația orașului Madjarovo era de 561 locuitori. Din punct de vedere etnic, majoritatea locuitorilor (69,69%) erau bulgari, cu o minoritate de turci (9,26%). Pentru 21,03% din locuitori nu este cunoscută apartenența etnică.